# Ololygon trapicheiroi
Espèce
Synonymes
- Hyla trapicheiroi Lutz & Lutz in Lutz, 1954

Statut de conservation UICN

 NT  : Quasi menacé
Ololygon trapicheiroi est une espèce d'amphibiens de la famille des Hylidae.

## Répartition
Cette espèce est endémique du Brésil. Elle se rencontre jusqu'à 600 m d'altitude dans la forêt atlantique des régions côtières de l'État de Rio de Janeiro y compris à l'Ilha Grande,.

## Étymologie
Son nom d'espèce lui a été donné en référence à son lieu de découverte, la rivière Trapicheiro.

## Publication originale
- Lutz, 1954 : Anfíbios anuros do Distrito Federal. Memórias do Instituto Oswaldo Cruz, vol. 52, no 1, p. 145-206 (texte intégral) et sa version en anglais The Frogs of the Federal District of Brazil. Memórias do Instituto Oswaldo Cruz, vol. 52, no 1, p. 207-226 (« texte intégral »(Archive.org • Wikiwix • Archive.is • Google • Que faire ?)).